# Teorema do ponto fixo de Schauder
O Teorema do ponto fixo de Schauder é uma generalização do teorema do ponto fixo de Brouwer. Enquanto o teorema de Brouwer se aplica a espaços euclidianos, o teorema de Schauder vale em espaços de Banach. Este resultado foi conjecturado e provado em casos especiais [como os espaços de Banach] por Julius Schauder, em 1930.

## Enunciado
Seja {\displaystyle X\,} um espaço de Banach, {\displaystyle K\,} um fechado, limitado e convexo não vazio e {\displaystyle A:K\to K\,} um operador compacto. Então {\displaystyle A\,} admite um ponto fixo {\displaystyle x\in K\,}, ou seja:
{\displaystyle Ax=x\,}

## Versão Alternativa
Seja {\displaystyle X\,} um espaço de Banach, {\displaystyle K\,} um compacto e convexo e {\displaystyle A:K\to K\,} uma função contínua. Então {\displaystyle A\,} admite um ponto fixo {\displaystyle x\in K\,}, ou seja:
{\displaystyle Ax=x\,}

## Observações
- Quando {\displaystyle X\,} tem dimensão finita, então este teorema é idêntico ao teorema do ponto fixo de Brouwer, pois, então, um conjunto é compacto se e somente se for limitado e fechado.
- A generalização deste resultado é o Teorema do Ponto-Fixo de Schauder-Tychonoff, no qual o russo Andrei Tychonoff foi o primeiro a provar este caso generalizado em 1934 - Enunciado: o teorema estabelece que uma função contínua definida num subconjunto compacto e convexo de um espaço vetorial topológico localmente convexo possui um ponto fixo.
- Andrey Markov usou este "teorema de Schauder" para provar o seu teorema do ponto fixo, em 1936. E depois, já em 1938, o matemático nipo-americano Shizuo Kakutani generalizou o resultado de Markov e, assim, o resultado geral é denominado "Teorema do Ponto Fixo de Markov-Kakutani".